# Иванов, Владимир Борисович
Владимир Борисович Иванов (род. 14 января 1948, Москва) — советский и российский востоковед-иранист, филолог и педагог, доктор филологических наук, профессор. Автор ряда учебников, учебных пособий и научных статей. Составитель трехтомного «Большого персидско-русского словаря» Заведующий кафедрой иранской филологии Института стран Азии и Африки (1996-н.вр., 1978—1981 и. о.)

## Биография
Окончил в 1971 году Институт восточных языков при МГУ.
В 1976 году защитил кандидатскую диссертацию по теме «Акустические характеристики персидского словесного ударения: опыт экспериментального исследования», получив научное звание кандидата филологических наук.
Исполнял обязанности заведующего кафедрой иранской филологии Института стран Азии и Африки во время Афганской войны 1979—1989 гг..
Доцент (1987)
С 1996 года занял место заведующей этой же кафедрой на постоянной основе.
В 1997 году защитил докторскую диссертацию по теме «Вокализм и просодика в персидском языке и дари».
Профессор (1998).
С 2003 года — координатор международной научной школы по повышению квалификации в области персидского языка и литературы Иранского культурного центра.
С 2015 года — научный руководитель международного центра «Рази» МГУ, созданного в сотрудничестве российских ВУЗов с ВУЗами Ирана.

## Награды
Международная премия «Книга года в Иране на иностранном языке» (2006) — за вторую часть «Учебника персидского языка» .
Заслуженный профессор Московского университета (2007).
Премия имени М. В. Ломоносова за педагогическую деятельность (2015).
Международная премия имени Абу-Насра аль-Фараби за выдающийся вклад в развитие иранистики (2017).

## Научные труды
Автор и соавтор многих учебников и учебных пособий по иранским языкам, среди них «Большой персидско-русский словарь. В 3-х т.» (2020, под редакцией Е. Л. Гладковой) и ряд других изданий.